# Lourdoueix-Saint-Pierre
Lourdoueix-Saint-Pierre település Franciaországban, Creuse megyében. Lakosainak száma 720 fő (2022. január 1.). Lourdoueix-Saint-Pierre Chéniers, Chambon-Sainte-Croix, Fresselines, Nouzerolles, Méasnes, Aigurande, La Forêt-du-Temple, Mortroux és Linard-Malval községekkel határos.

## Népesség
A település népességének változása:
| Lakosok száma | 1425 | 1100 | 1034 | 870  | 784  | 779  | 773  | 746  | 733  | 720  |
|               | 1968 | 1982 | 1990 | 2006 | 2013 | 2015 | 2017 | 2019 | 2020 | 2022 |